# Masevaux
Masevaux (en alsaciano Màsmìnschter) era una comuna francesa situada en el departamento de Alto Rin, de la región de Gran Este, que el 1 de enero de 2016 pasó a ser una comuna delegada de la comuna nueva de Masevaux-Niederbruck al fusionarse con la comuna de Niederbruck.

## Demografía
| Gráfica de evolución demográfica de Masevaux entre 1800 y 2013 |
|                                                                |

Los datos demográficos contemplados en este gráfico de la comuna de Masevaux se han cogido de 1800 a 1999 de la página francesa EHESS/Cassini, y los demás datos de la página del INSEE.